# Les trucades
Les trucades (títol original en anglès, The Listener) és una pel·lícula dramàtica estatunidenca del 2022 dirigida per Steve Buscemi i escrita per Alessandro Camon. És protagonitzada per Tessa Thompson en l'únic paper en pantalla de la pel·lícula com a voluntària d'una línia telefònica d'ajuda. S'ha subtitulat al català.
La pel·lícula es va estrenar al Festival Internacional de Cinema de Venècia de 2022 i va arribar als cinemes dels Estats Units a càrrec de Vertical Entertainment el 29 de març de 2024.
El rodatge principal va tenir lloc a Los Angeles entre l'agost i el setembre de 2021.